# Arum dioscoridis
Arum dioscoridis is een plant uit de aronskelkfamilie (Araceae). De soort is vernoemd naar de oud-Griekse arts en botanicus Pedanius Dioscorides (ca. 40-90 n.Chr.). De botanische naam werd in 1816 door James Edward Smith gepubliceerd in  zijn publicatie Flora graeca.
In de winter verschijnen de groene, pijlvormige bladeren. In de lente verschijnt de kortgesteelde bloeiwijze die bestaat uit een zwarte, staafvormige bloeikolf (spadix) die wordt omgeven door een geelgroen, purpergevlekt of effen purperbruin schutblad (spatha). De vrouwelijke bloemen bevinden zich onderaan de spadix, daarboven bevinden zich de mannelijke bloemen en bovenaan bevindt zich een steriel gedeelte (appendix). De spadix verspreidt een doordringende geur die vliegen aantrekt als bestuiver.
De plant komt van nature voor in bossen in het oosten van het Middellandse Zeegebied in Zuid-Turkije, Cyprus en het Midden-Oosten.
De plant kan als sierplant worden gekweekt in rotstuinen in mediterrane streken. In de Benelux kan de plant binnen als potplant worden gekweekt. De plant kan worden vermeerderd door middel van zaaien.